# Wessely
Wessely ist ein deutscher Familienname.

## Namensträger
- Adolf Wessely (1931–2012), österreichischer Schauspieler
- Alois Wessely (1895–1970), österreichischer Politiker (SPÖ), Landeshauptmann-Stellvertreter im Burgenland
- Anton Wessely (* 1965), österreichischer Offizier
- Christian Wessely (* 1965), österreichischer Fundamentaltheologe
- Dominik Wessely (* 1966), deutscher Regisseur und Dokumentarfilmer
- Eduard Wessely (1817–1892), deutsch-böhmischer Bildhauer
- Emanuel Wessely (1774–1823), Schriftsteller und Übersetzer
- Friedrich Wessely (Chemiker) (1897–1967), österreichischer Chemiker
- Friedrich Wessely (Theologe) (1901–1970), österreichischer römisch-katholischer Theologe und Hochschullehrer
- Gaby Wessely, österreichische Liedtexterin
- Godfrid Wessely (* 1934), österreichischer Geologe
- Hans Wessely (1862–1926), österreichischer Violinist
- Hartwig Wessely (1725–1805), deutscher Aufklärer der Haskala
- Herbert Wessely (1908–1998), mährischer Graveur, Komponist, Kunstmaler und Schriftsteller
- Ignatz Wessely (1804–1882), Mitglied der Frankfurter Nationalversammlung
- Johann Paul Wessely (1762–1810), böhmischer Violinist und Komponist
- Joseph Wessely (Forstmann) (1814–1898), österreichischer Forstakademiedirektor
- Joseph Eduard Wessely (1826–1895), böhmischer Kunstsachverständiger und -autor
- Josephine Wessely (1860–1887), österreichische Schauspielerin
- Karl Wessely (Philologe) (1860–1931), österreichischer Philologe und Papyrologe
- Karl Wessely (Mediziner) (1874–1953), deutscher Augenarzt und Hochschullehrer in Würzburg und München
- Karl Wessely (Sänger) (1908–1946), deutscher Opernsänger und Schauspieler
- Karl Bernhard Wessely (1768–1826), deutscher Komponist und Dirigent
- Kurt von Wessely (1881–1917), österreichischer Tennisspieler
- Michaela Wessely (* 1995), deutsche Volleyballspielerin
- Marian von Wessely (1888–1945), österreichischer Generalmajor
- Molly Wessely (1889–1963), deutsche Schauspielerin und Operettensängerin
- Moses Wessely (1737–1792), Großkaufmann in Hamburg
- Naphtali Wessely (1725–1805), Hebraist, Aufklärer und Schriftsteller in Hamburg
- Othmar Wessely (1922–1998), österreichischer Musikwissenschaftler
- Otto Wessely (* 1945), österreichischer Zauberkünstler
- Patrick Wessely (* 1994), österreichischer Fußballspieler
- Paula Wessely (1907–2000), österreichische Schauspielerin
- Peter Wessely (* 1959), österreichischer Textautor
- Rudolf Wessely (1925–2016), österreichischer Schauspieler
- Stefan Wessely (1888–1935), ungarischer Filmarchitekt
- Trude Wessely (1899–1978), österreichische Schauspielerin
- Valentin Wessely (* 2005), deutscher Schauspieler
- Walter Wessely (* 1958), österreichischer Musiker und Komponist
- Wolfgang Wesselý (1801–1870), österreichischer Rechtswissenschaftler